# تاک شیری آلاباما
تاک شیری آلاباما (نام علمی: Matelea alabamensis) نام یک گونه از سرده تاک شیری است.